# Jaakko Salo
Jaakko Salo (22 de febrero de 1930–13 de junio de 2002) fue un productor, compositor, arreglista y director de orquesta finlandés, una de las figuras más importantes del panorama musical finlandés de la posguerra.

## Biografía
Su nombre completo era Jaakko Elias Salo, y nació en Víborg, actualmente parte de Rusia.
Estudió musicología en la Universidad de Helsinki, y al mismo tiempo comenzaba su carrera artística tocando el piano con Ronnie Kranck. En 1956–1964 tuvo una orquesta propia, cuyos solistas eran Seija Karpiomaa y Vieno Kekkonen. A partir de finales de los años 1950 fue gerente de la discográfica Scandia, contribuyendo de manera destacada al desarrollo de la música jazz de su país. Además, en la siguiente década trabajó en programas de entretenimiento de los cuales formaban parte Jukka Virtanen, Aarre Elo y Matti Kuusla. A principios de los años 1970 Salo fue director de producción de la discográfica Finndisc. También fue miembro fundador del Uusi Iloinen Teatteri, trabajando en el mismo como guionista, arreglista musical y director desde 1979 a 2002. En sus últimos años jugó un importante papel en la producción de canciones de Juha Vainio.
Salo apenas actuó como solista, pero fue influyente su trabajo como compositor, arreglista y pianista. Así, los temas de Olavi Virta ”Hopeinen kuu” y ”Vihreät niityt” fueron arreglados por Salo, y trabajó también en diferentes arreglos para Unto Mononen.
Jaakko Salo es también conocido como compositor de la música de varias películas de Spede Pasanen, sobre todo de las centradas en el personaje Uuno Turhapuro. Junto con Sauvo Puhtila y Eino Virtanen, ideó las canciones del álbum "Saukki & Oravat". Salo también trabajó con el grupo Hortto Kaalo, en su disco Kättä päälle ja käsirahaa, con la canción de Danny Seitsemän kertaa seitsemän y con la canción de Simo Salminen Pornolaulu, entre otras grabaciones.
Por su trayectoria artística, fue premiado con la Medalla Pro Finlandia en el año 1998.
Jaakko Salo falleció en el Peacock-teatteri de Helsinki, Finlandia, en el año 2002, justo antes de representarse Magiaa mahantäydeltä, un espectáculo que iba a dirigir él. Tras fallecer su primera esposa, Ani, Salo se casó en 2001 con su amiga y colega de toda la vida Marjatta Leppänen, cantante y actriz. 

## Discografía
- 1970 : Koskis-a-go-go
- 1972 : Sauna-à-go-go